# Микоестрогени
Микоестрогени су ксеноестрогени које производе гљиве. Понекад се називају микотоксини. Међу важним микоестрогенима су зеараленон, зеараленол и зеараланол. Иако све овe  микоестрогенe могу да произведу различите врсте Fusarium species, зеараленол и зеараланол такође могу производити ендогено преживара који су уносили зеараленон. Алфа-Зеараланол се такође производи полусинтетички, за ветеринарску употребу (која је инначе  забрањена у Европској унији).

## Механизам дејства
Микоестрогени делују као агонисти естрогенских рецептора, ЕРα и ЕРβ. Микоестрогене производе различити сојеви гљива, од којих многи спадају у род Fusarium species, филаментне гљиве које се налазе у земљишту и повезане су са биљкама и неким културама, посебно житарицама.
Зеараленон углавном производе сојеви  F. graminearum и F. culmorum, који насељавају различита подручја у зависности од температуре и влажности. F. graminearum преферира да насељава топлије и влажније локације као што су источна Европа, Северна Америка, источна Аустралија и јужна Кина у поређењу са F. culmorum који се налази у хладнијој западној Европи.

## Утицаји на здравље
Микоестрогени опонашају природни естрогене у телу делујући као лиганди рецептора естрогена (ЕР).
Микоестрогени су идентификовани као ендокрини дисруптори због њиховог високог афинитета везивања за ЕРα и ЕРβ, који је већи од добро познатих антагониста као што су бисфенол А и ДДТ.
Спроведене су студије које снажно указују на везу између детектабилних нивоа микоестрогена и раста и пубертетског развоја. Више од једне студије је показало да су детектабилни нивои зеараленона и његовог метаболита алфа-зеараланола код девојчица повезани са значајно нижим висинама у менархе.
Други извештаји су документовали прерани почетак пубертета код девојчица. Познато је да естроген изазива смањену телесну тежину код модела животиња, а исти ефекат је примећен и код пацова изложених зеараленону.  Интеракције ЗЕН-а и његовог метаболита са људским андроген рецепторима (хАР) су такође документоване.

## Метаболизам
Зеараленон има два главна фазе у метаболизму: α-зеараленол и β-зеараленол. Када се узме орално, ЗЕН се апсорбује у цревној слузокожи и метаболише се у јетри. Истраживање метаболизма ЗЕН-а било је тешко због значајне разлике у биотрансформацији међу врстама што чини поређење изазовним.

### Фаза један
Прва трансформација метаболизма ЗЕН-а ће редуковати кетонску групу у алкохол путем алифатске хидроксилације и резултовати формирањем два метаболита зеараленола. Овај процес катализују 3 α- и 3 β-хидрокси стероид дехидрогеназа (ХСД). Ензими ЦИП450 ће затим катализирати ароматичну хидроксилацију на позицији 13 или 15, што резултује 13- или 15- катехолима. 
Сумња се да је стерична сметња на позицији 13 разлог што је код људи и пацова више присутно 15-катехол. 
Катехоли се прерађују у моно-етил естре помоћу катехол-о-метил трансферазе (ЦОМТ) и С-аденозил метионина (САМ). После ове трансформације они се могу даље метаболисати у киноне који могу изазвати стварање реактивних врста кисеоника (РОС) и изазвати ковалентну модификацију ДНК.

### Фаза два
У фази два метаболизам укључује глукуронидацију и сулфатизацију једињења микоестрогена. Глукуронидација је главни метаболички пут друге фазе. Трансфераза УГТ (5'-дифосфат глукуронзилтрансфераза) додаје групу глукуронске киселине која потиче из уридин 5'-дифосфат глукуронске киселине (УДПГА).

## Излучивање
Микоестрогени и њихови метаболити се у великој мери излучују мокраћом код људи и фецесом у другим животињским системима.

## Микоестрогени у храни
Микоестрогени се обично налазе у ускладиштеном зрну, у који са акумулирају из гљива које расту на зрну док оно расте, или након жетве током складиштења. Микоестрогени се могу наћи и у силажи.
Неке процене наводе да 25% светске производње житарица и 20% светске биљне производње може у неком тренутку бити контаминирано микотоксинима од којих микоестрогени, посебно они из сојева фузариума, могу чинити значајан део.
Међу микоестрогенима који контаминирају биљке су ЗЕН и његови метаболити из прве фазе. 
Дозвољена граница за ЗЕН у непрерађеним житарицама, млевеним производима и намирницама од житарица је 20-400 μg/kg (у зависности од врсте производа).

## Врсте
- Транс ЗЕН изомер.[14]